# Berzevice
Berzevice (szlovákul Brezovica) község Szlovákiában, az Eperjesi kerület Kisszebeni járásában.

## Fekvése
Eperjestől 37 km-re, Kisszebentől 21 km-re északnyugatra, a Tarca partján található.

## Története
A településnek 13. századi vára volt. A falut 1317-ben „Berzeuice” néven említik először, a tarcai uradalomhoz tartozott. 1355-ben „Brezeuicha” alakban tűnik fel a forrásokban. A várat is ekkor említik először, amikor az építtető Berzevici Mihály rokonai felosztják egymás között. A falu 1427-ben 58 portából állt. 1449 és 1458 között a vár a husziták kezén volt. A Berzeviczy-család ősi fészke, később gazdái elhagyták, felszíni nyoma nem maradt, de helye ismert.
1592-ben Berzeviczy Mártonnak kastélya épült itt, ez ma is áll. A település vásártartási joggal rendelkező mezővárossá fejlődött. 1787-ben 191 háza volt 1991 lakossal.
A 18. század végén Vályi András így ír róla: „BERZEVITZE. vagy Berzovitza. Népes tót mező Város Sáros Vármegyében, birtokosa Berzevitzy Uraság, lakosai katolikusok, fekszik Szepes Vármegyének határa szélén, jelesítik e’ Várost a’ birtokosoknak benne épűlt lakházai, szántó földgyei, hegyesek, völgyesek, és nehéz mivelésűek. Minden Szentek, és Bálint napján esik vására, mellette lévő nagy hegyén legeltetik marháikat, allya felé pedig szép fákkal boríttatott; Torisza vize öntözi a’ Várost, melly oldálra Tarcza vizével egyesűl, második Osztálybéli.”
A 19. század elején alapították papírmalmát. 1828-ban 194 házában 1745 lakos élt. Lakói ácsmesterséggel, bognármesterséggel, faeszközök készítésével foglalkoztak. A 19. század közepéig híres vásárai voltak.
Fényes Elek 1851-ben kiadott geográfiai szótárában így ír a városról: „Berzevicze, tóth m.város, Sáros vmgyében, a Tarcza mellett, ut. post. Eperjeshez észak-nyugotra 4 1/2 mfdnyire: 1635 kath., 17 evang., 1 ref., 148 zsidó lak. Fekszik a Feketehegy lánczánál, mellynek tetején a legszebb rétek terülnek el, oldalait pedig erdők fedik. Földe hegyes és nehéz mivelésű. Van itt kath. paroch. templom, 4 kastély, papiros, fürész és több lisztmalom. F. u. a báró és nemes Berzevicza nemzetség.”
A trianoni diktátumig Sáros vármegye Héthársi járásához tartozott. Lakói mezőgazdasággal, állattartással, erdei munkákkal foglalkoztak.
1925-ben egy tűzvészben a fél falu leégett. Földműves szövetkezetét 1951-ben alapították, 1963-ban állami tulajdon lett.

## Népessége
| Év:            | 1994. | 2004.   | 2014.   | 2024.   |
| -------------- | ----- | ------- | ------- | ------- |
| Emberek száma: | 1675  | 1687    | 1710    | 1684    |
| Eltérés:       |       | +0,71 % | +1,36 % | -1,52 % |

| Év:            | 2023. | 2024. |
| -------------- | ----- | ----- |
| Emberek száma: | 1684  | 1684  |
| Eltérés:       |       | +0 %  |

1910-ben 1206-an, többségében szlovákok lakták, jelentős magyar kisebbséggel.
2011-ben 1701 lakosából 1612 szlovák.

## Nevezetességei
- 14. századi várának romjai.
- Római katolikus temploma kora gótikus eredetű, 1300 körül épült. Reneszánsz félkör alakú kapuzatát Dubrovniki Vincentius mester készítette 1520 és 1525 között. Gótikus kőepitáfját 1432-ben készítették. Később a templomot barokk stílusban építették át.
- 16. századi Berzeviczy-kastély.
- A településen nyolc nemesi kúria található, melyek reneszánsz, barokk és klasszicista stílusban készültek.

## Neves személyek
- Itt születhetett 1538-ban Berzeviczy Márton erdélyi kancellár és diplomata, művelt tudós.
- Itt született 1657-ben Berzeviczy György jezsuita rendi tanár.
- Itt született 1674-ben Berzeviczy Sándor jezsuita rendi tanár.
- Itt született 1692-ben Berzeviczy János jezsuita rendi tanár.
- Itt született 1817. július 28-án és itt halt meg 1889. október 19-én Berzeviczy Tivadar királyi tanácsos, királyi tanfelügyelő.
- Itt született 1853. június 7-én Berzeviczy Albert politikus, történész, az MTA elnöke.
- Itt született 1879-ben Gerstl Ignác rabbi.
- Itt született 1888-ban Edelsheim-Gyulai Lipót johannita kommendátor, Horthy István apósa.
- Itt hunyt el 1902-ben Berzeviczy Edmund családtörténeti és heraldikai író, Sáros vármegye főjegyzője.